# Il giuoco del pigiama
Il gioco del pigiama (The Pajama Game) è un film del 1957 diretto da George Abbott e Stanley Donen. Trasposizione cinematografica dell'omonima commedia musicale, tratta dal romanzo 7½ Cents di Richard Bissell.

## Trama
Sid è stato appena assunto come sovrintendente della Pigiama Nanne d'oro a Cedar Rapids. Egli presto s'innamora di Babe, un'operaia della fabbrica, che è anche membro del Consiglio del sindacato di fabbrica. Ad un picnic aziendale essi si presentano come coppia, ma Babe teme che i loro diversi ruoli aziendali (dirigente e sindacalista) li dividano, ed ha ragione.
Il sindacato spinge per ottenere un aumento del 7,5 cents di paga oraria per portare la produzione in linea con quella del settore, ma il capo dell'azienda risponde loro evasivamente. Per rappresaglia, gli operai attuano un rallentamento nella produzione e producono deliberatamente pigiami difettosi, ma quando Babe sabota effettivamente alcuni macchinari, Sid la licenzia.
Nel frattempo però Sid si chiede quale segreto il direttore dell'azienda nasconda nei libri contabili, che tiene sotto chiave. Alla fine egli dà un appuntamento nel locale notturno Hernando's Hideaway a Gladys, assistente del direttore, che accetta nonostante la gelosia del fidanzato ‘‘Hine-sie’’. Sid riesce a far ubriacare Gladys, che gli consegna le chiavi del luogo ove il direttore tiene i libri contabili. Tornato in azienda, Sid scopre che l'aumento era già stato deliberato dal Consiglio di amministrazione dell'azienda alcuni mesi prima, ma che il corrispettivo se lo era intascato il direttore stesso.
Sid lo minaccia di inviare i libri contabili al Consiglio di Amministrazione, se l'aumento richiesto non verrà concesso immediatamente. Alla successiva riunione con il sindacato, il direttore acconsente pubblicamente alla concessione dell'aumento salariale agli operai. Quando Babe si rende conto che è stato Sid a fare in modo che fosse concesso l'aumento e che l'invito a Gladys aveva il solo scopo di evitare lo sciopero, ritorna da lui.

## Colonna sonora

### Tracce
1. The Pajama Game – Coro
2. Racing With the Clock – Coro
3. I'm Not At All In Love – Babe e Coro
4. I'll Never Be Jealous Again – Hines e Mabel
5. Hey There – Sid
6. Once-A-Year-Day – Babe, Sid e Coro
7. Small Talk – Babe, Sid e Coro
8. There Once Was a Man – Babe e Sid
9. Racing With the Clock (reprise) – Coro
10. Hey There (reprise) – Babe
11. Steam Heat – Gladys
12. Hernando's Hideaway – Gladys e Coro
13. 7½ Cents – Babe, Prez e Coro